# Jacobyana
Jacobyana is een geslacht van kevers uit de familie bladkevers (Chrysomelidae).
De wetenschappelijke naam van het geslacht werd in 1926 gepubliceerd door Maulik.

## Soorten
- Jacobyana flurinae Sprecher-Uebersax, 2002
- Jacobyana nepalica Medvedev, 1990
- Jacobyana ovata Medvedev, 2001
- Jacobyana serainae Sprecher-Uebersax, 2002